# مارکو بوردونی
جولیو مارکو بوردونی (ایتالیایی: Giulio Marco Bordogni؛ ۲۳ ژانویه ۱۷۸۹ – ۳۱ ژوئیه ۱۸۵۶) که با نام «مارکو بوردونی» شناخته می‌شد، یک مدرس آواز و خوانندهٔ تنور اپرا اهل ایتالیا بود.
او در دورانِ فعالیت حرفه‌ای خود، موفقیت و شهرت فراوانی کسب کرد و بیشترِ این دوران را، در پاریس گذراند.
نخستین اجرای حرفه‌ای او اجرای اپرای «تانکِرِدی» اثرِ جواکینو روسینی بود که در سال ۱۸۱۳ در سالنِ اپرایِ لا اسکالا در میلان به روی صحنه رفت.